# Sveti Tomaž község
Sveti Tomaž község (szlovén nyelven Občina Sveti Tomaž) Szlovénia 212 alapfokú közigazgatási egységének, azaz községének egyike a Podravska statisztikai régióban, a Prlekija tájegység hegyei közt. Adminisztratív központja Sveti Tomaž település. A község 2006-ig Ormož községhez tartozott, a történelmi szlovén Stájerország (Štajersko) régió része.

## A községhez tartozó települések
A községhez Sveti Tomaž székhelyen kívül a következő települések tartoznak:
- Bratonečice
- Gornji Ključarovci
- Gradišče pri Ormožu
- Hranjigovci
- Koračice
- Mala Vas pri Ormožu
- Mezgovci
- Pršetinci
- Rakovci
- Rucmanci
- Savci
- Sejanci
- Senčak
- Senik
- Trnovci
- Zagorje

## Népesség
| Lakosok száma | 2104 | 2110 | 2113 | 2102 | 2101 | 2054 | 2031 | 2016 | 1998 | 2007 |
|               | 2008 | 2009 | 2011 | 2012 | 2013 | 2015 | 2016 | 2017 | 2019 | 2020 |